# 増基法師集
『増基法師集』（ぞうきほうししゅう）は平安時代の歌集。『いほぬし』『庵主日記』とも。いほぬしは庵主・廬主と記す増基法師の号から。
平安期の私家集であるが、巻頭に30首の熊野紀行、巻末に50首の遠江日記を据えていることから、紀行文としての趣も持つ。『群書類従』中では、「紀行」部（巻第327）に収められている。

## 概要
正式な成立年代は未詳であるが、永延～寛徳年間（987年～1048年）に成立した『玄々集』（能因撰・私撰集）に『増基法師集』中の歌が2首収められ、また応徳3年（1086年）撰進の『後拾遺和歌集』には同じく10首入集していることなどから、遅くとも11世紀中頃には成立していたのではないかと考えられる。
内容としては、全体は3部に分かれている。比較的長い詞書を持つ和歌30首からなる「熊野紀行」、和歌50首に短い詞書を付した「遠江紀行」、そしてその2つにはさまれた43首の雑纂歌集の部分である。
「熊野紀行」は、ある年の冬、石清水より住吉・紀州を通って熊野に詣で、伊勢路より帰京した旅の紀行文である。著者は世を遁れて心のままにありたいと、歌枕を訪ね、神仏に詣でる旅を志し、同行者も断ってただ一人旅に出、行路の風物に託して無常を歌っている。旅に心を遣るその姿は漂泊の詩人としての能因・西行等に連なるものがある。「遠江日記」は三ヶ月をかけて京から浜名に至った旅の道中吟である。
歌風は平明で、殊に熊野紀行は散文作品としても注目される内容を持つ。
諸本としては、宮内庁書陵部蔵桂宮本・群書類従本・扶桑拾葉集本等が知られるが、いずれも同系統の末流伝本である。群書類従本には「以亜相為氏卿真蹟書写」の本を底本とした旨の識語があるが、本文はかなりの損傷の跡をとどめる。勅撰集入集の二十五首をはじめ他歌集所載歌とはかなり異同があること、『後拾遺和歌集』には本書に見えない増基歌をなお二首収めることなど、増基の家集に本書とは別のものがあったことを示唆する。